# Macute
Macute is een plaats in de gemeente Voćin in de Kroatische provincie Virovitica-Podravina. De plaats telt 79 inwoners (2001).